# اهامکارا
 اهامکارا (اهنکار)  (به انگلیسی: ahamkara)
اهامکارا، قوهٔ نفس، آگاهی از وجود من، مرکز عملکرد ذهنی، احساسی، روحی، روانی و فیزیکی فردی است. انانیت.

## آگاهی شخصی
آخرین جنبهٔ روان، که لطیف‌ترین آن است، تصور و اندیشهٔ آگاهی شخصی است، یعنی احساس به وجودِ شخصِ خود، که این را اهامکار (ahamkar) یا اسمیتا (asmita)، تصور یا اندیشهٔ «من» یا حس نفس می‌گویند، و زمینهٔ آگاهی همهٔ ادراکات یا دریافتها، افکار، امیال، عواطف و دانایایی‌ها است.

## انعکاس حیات در اهامکار
اولین اصلی که کل عالم از آن تکوین یافته در حالت بنیادیش به عنوان اویاکتا (Avyakta) وجود دارد که به معنی وجه تجلی نایافتهٔ (مطلق) است، و به اولین تجلی آن ماهات (Mahat) یعنی، عظیم، می‌گویند. این اولین تجلی را که برهمهٔ تجلیات تقدم دارد، می‌توان به عقل (Intelligence) توجیه کرد. [عقل اول]. ماهات منعکس کنندهٔ اصل حیات است، که اویاکتا ی دیگری می‌باشد. این انعکاس حیات در اهامکار (Ahamkar)، یعنی آگاهی هستی (نفس ego) (نفس اول) ظاهر می‌شود.